# Euspondylus excelsum
Euspondylus excelsum — вид ящірок родини гімнофтальмових (Gymnophthalmidae). Ендемік Перу. Описаний у 2017 році.

## Поширення і екологія
Euspondylus excelsum мешкають в Перуанських Андах, в регіоні Уануко. Голотип походить з місцевості в районі Кебрада-Тамбо, розташованої на висоті 1147 м над рівнем моря.